# Institution (akademisk)
En institution är en organisatorisk och administrativ basenhet vid universitet eller högskolor. 
Institutionen är i de flesta fall underordnad fakulteten och ansvarar för att genomföra utbildning, forskning och utvecklingsarbete inom ett specifikt ämne eller en grupp av närliggande ämnen. En institution kan vidare vara indelad i avdelningar.

## I Sverige
Svenska universitet och högskolor har i dag relativt stor frihet att besluta om sin egen interna organisation. De flesta lärosäten har ändå behållit en hierarkisk modell där institutionen underordnas fakultetsnivån. I en vidareutveckling har vissa lärosäten, bland annat Linköpings universitet och Södertörns högskola anammat "den liggande triangeln". Grundtanken är här att institutionerna är direkt underställda rektor och alltså jämställda med fakulteten. I en sådan organisation utgör fakulteten vanligen beställarorganisation, medan institutionerna är utförare.
Ledningen för en institution utövas vanligen av en institutionsstyrelse eller nämnd. Styrelsen kan tillsättas genom val inom institutionens kollegium eller genom beslut av rektor eller fakultetsnämnd. Institutionens prefekt är styrelseordförande och leder även det dagliga arbetet vid institutionen. På mindre institutioner förekommer det därför ibland så kallat prefektstyre, varvid prefekten själv eller tillsammans med en proprefekt fattar institutionens beslut på direkt uppdrag av rektor.